# 蔚山火力发电所
蔚山火力发电所（朝鲜语：울산화력발전소）是位于韩国蔚山南区南化洞的一个热力发电厂，总发电能力320000kW。

## 历史
- 1977年3月：动工修建。
- 1977年12月：发电厂建成，4台燃气涡轮发电机(220000kW)投入使用。
- 1979年：蒸汽涡轮发电机(100000kW)投入使用。